# ГЕС Romaine 2
ГЕС Romaine 2 – гідроелектростанція у канадській провінції Квебек. Знаходячись між ГЕС Romaine 3 (вище по течії) та ГЕС Romaine 1, входить до складу каскаду на річці Romaine, яка впадає з півночі до протоки Жака Карт’є (сполучає устя річки Святого Лаврентія з її естуарієм – затокою Святого Лаврентія). 
В межах проекту річку перекрили кам’яно-накидною греблею з асфальтовим ядром висотою 131 метр та довжиною 496 метрів, котра потребувала 4546 тис м3 породи (та 18,9 тис м3 асфальту). На час будівництва воду відвели за допомогою тунелю довжиною 0,5 км з перетином 12х15,7 метра. Крім того, для утримання сховища знадобились п’ять допоміжних дамб того ж типу що і гребля, висотою від 26 до 80 метрів та загальною довжиною 1817 метрів, на які пішло 2992 тис м3 породи (та 21,3 тис м3 асфальту). Разом ці споруди утримують водосховище з площею поверхні від 81 км2 до 85,8 км2 та об’ємом 3720 млн м3 (корисний об’єм 419 млн м3), в якому припустиме коливання рівня у операційному режимі між позначками 238,8 та 243,8 метра НРМ (у випадку повені останній показник може підвищуватись до 244,1 метра НРМ). 
Зі сховища під правобережним масивом проклали дериваційний тунель довжиною 5,5 км з перетином 11,5х18,8 метра. В системі також працює вирівнювальний резервуар, що складається з шахти висотою 70 метрів з діаметром 8,5 метра та верхньої камери висотою 62 метри з діаметром 32 метри.
Основне обладнання станції становлять дві турбіни типу Френсіс потужністю по 320 МВт, які при чистому напорі у 156 метрів повинні забезпечувати виробництво 3,3 млрд кВт-год електроенергії на рік.
Видача продукції відбувається по ЛЕП, яка запроектована на роботу під напругою 735 кВ, проте спершу буде працювати з показником 315 кВ.
Спорудження комплексу потребувало екскавації 3,5 млн м3 породи (в т.ч. 1,3 млн м3 у підземних спорудах) та використання 46 тис м3 бетону.